# حلقه‌های چاریکلو

اندازه‌گیری روشنایی ظاهری توسط تلسکوپ فضایی جیمز وب در طول اختفای چاریکلو در سال ۲۰۲۲

سیارک ۱۰۱۹۹ چاریکلو، یک ریزسیاره و سانتور با قطر حدود ۲۵۰ کیلومتر (۱۶۰ مایل)، دومین جرم آسمانی کوچک با حلقه‌های تأیید شده (پس از کایرون ۲۰۶۰) و پنجمین جرم آسمانی حلقه‌دار کشف شده در منظومه خورشیدی است، پس از غول‌های گازی و غول‌های یخی. در اطراف چاریکلو یک سامانهٔ حلقه‌ای روشن وجود دارد که از دو نوار باریک و متراکم به عرض ۶–۷ کیلومتر (۴ مایل) و ۲–۴ کیلومتر (۲ مایل) تشکیل شده است که توسط یک شکاف ۹ کیلومتری (۶ مایل) از هم جدا شده‌اند. حلقه‌های چاریکلو (انگلیسی: Rings of Chariklo) در فاصله حدود ۴۰۰ کیلومتری (۲۵۰ مایل) از مرکز چاریکلو می‌چرخند که یک هزارم فاصله بین زمین و ماه است. این کشف توسط تیمی از اخترشناسان با استفاده از ده تلسکوپ در مکان‌های مختلف در آرژانتین، برزیل، شیلی و اروگوئه در آمریکای جنوبی در طی مشاهده یک اختفای ستاره‌ای در ۳ ژوئن ۲۰۱۳ انجام شد و در ۲۶ مارس ۲۰۱۴ اعلام شد.
وجود یک سامانهٔ حلقه در اطراف یک سیارک کوچک غیرمنتظره بود زیرا تصور می‌شد که حلقه‌ها فقط می‌توانند در اطراف اجرام بسیار پرجرم‌تر پایدار باشند. سیستم‌های حلقه‌ای در اطراف اجرام کوچک قبلاً علیرغم جستجو برای آن‌ها از طریق تکنیک‌های تصویربرداری مستقیم و اختفای ستاره‌ای کشف نشده بودند. حلقه‌های چاریکلو باید در طی حداکثر چند میلیون سال پراکنده شوند، بنابراین یا آنها بسیار جوان هستند یا به‌طور فعال توسط قمرهای چوپان با جرمی قابل مقایسه با حلقه‌ها مهار می‌شوند. این تیم حلقه‌ها را Oiapoque (حلقه داخلی، اساسی‌تر) و Chuí (حلقه بیرونی) نامیدند که برگرفته از نام دو رودخانه‌ای است که مرزهای ساحلی شمالی و جنوبی برزیل را تشکیل می‌دهند. درخواستی برای نام‌های رسمی در تاریخ بعدی به اتحادیه بین‌المللی اخترشناسی (IAU) ارسال خواهد شد.

## کشف و مشاهدات
چاریکلو، بزرگ‌ترین عضو تاییدشده از گروهی از اجرام کوچک به نام سانتورهاست که بین زحل و اورانوس در منظومه خورشیدی بیرونی به دور خورشید می‌چرخند. پیش‌بینی‌ها نشان می‌داد که در ۳ ژوئن ۲۰۱۳، از دید آمریکای جنوبی، این سیارک از مقابل ستاره‌ای کم‌نور در صورت فلکی کژدم عبور می‌کند.
تیمی از اخترشناسان به رهبری فلیپه براگا ریباس، با استفاده از سیزده تلسکوپ در آرژانتین، برزیل، شیلی و اروگوئه، توانستند این رویداد اختفا را مشاهده کنند. در این پدیده، یک ستاره در پشت جسمی که از مقابل آن عبور می‌کند، ناپدید می‌شود. تلسکوپ ملی دانمارک به دلیل سرعت بالای گرفتن داده، تنها تلسکوپی بود که توانست حلقه‌های جداگانه چاریکلو را تشخیص دهد.
در طول این رویداد، پیش‌بینی می‌شد که روشنایی مشاهده‌شده به میزان قابل توجهی کاهش یابد. این کاهش روشنایی با چهار کاهش کوچک اضافی در شدت کلی نور همراه بود که نشان می‌داد چیزی به‌طور جزئی نور ستاره را مسدود می‌کند. این مشاهدات به بازسازی شکل، اندازه، ضخامت، جهت‌گیری و محل صفحات حلقه کمک کرد. ویژگی‌های نسبتاً سازگار حلقه که از چندین مشاهده اختفا ثانویه استنباط می‌شود، توضیحات جایگزین برای این ویژگی‌ها، مانند خروج گاز از نوع دنباله‌دار را بی‌اعتبار می‌کند.
در ۱۸ اکتبر ۲۰۲۲، ابزار NIRCam که بر روی تلسکوپ فضایی جیمز وب (JWST) نصب شده بود، برای مشاهده اختفای یک ستاره توسط حلقه‌های چاریکلو استفاده شد و کاهش دوگانه مشخصه در روشنایی ستاره را هنگامی‌که حلقه‌ها نور ستاره را در دو نقطه پنهان کردند، ثبت کرد.

## ویژگی‌ها
جهت گیری حلقه‌ها با نمای لبه‌ای که از زمین در سال ۲۰۰۸ دیده می‌شود، همخوانی دارد. این امر، کم‌نور شدن چاریکلو بین سال‌های ۱۹۹۷ و ۲۰۰۸ (به میزان ۱.۷۵ برابر) و همچنین ناپدید شدن تدریجی یخ آب و مواد دیگر از طیف آن را با کاهش سطح قابل مشاهده حلقه‌ها توضیح می‌دهد. همچنین از سال ۲۰۰۸، سیستم چاریکلو دوباره ۱.۵ برابر روشن‌تر شده است و ویژگی‌های طیفی یخ آب مادون قرمز دوباره ظاهر شده‌اند. این نشان می‌دهد که حلقه‌ها حداقل تا حدی از یخ آب تشکیل شده‌اند. ترکیب حلقه یخی همچنین با چگالی مورد انتظار یک جسم متلاشی شده در حد روش چاریکلو سازگار است.
| نام     | نام مستعار | شعاع مداری (کیلومتر) | عرض (کیلومتر)                | عمق نوری                           | چگالی سطحی (گرم بر سانتی‌متر مربع) | جرم معادل اندازه                  | شکاف بین حلقه‌ها (کیلومتر) | جدایی شعاعی (کیلومتر) |
| ------- | ---------- | -------------------- | ---------------------------- | ---------------------------------- | --------------------------------- | --------------------------------- | ------------------------- | --------------------- |
| 2013C1R | اوایاپوکه  | ۳۹۰٫۶±۳٫۳            | ۶٫۱۶±۰٫۱۱ تا ۷٫۱۷±۰٫۱۴       | ۰٫۴۴۹±۰٫۰۰۹ تا ۰٫۳۱۷±۰٫۰۰۸         | 30–100                            | جسم یخی با قطر تقریبی ۱ کیلومتر   | ۸٫۷±۰٫۴                   | ۱۴٫۲±۰٫۲              |
| 2013C2R | چویی       | ۴۰۴٫۸±۳٫۳            | ۳٫۴+۱٫۳ −۲٫۰ تا ۳٫۶+۱٫۱ −۱٫۴ | ۰٫۰۵+۰٫۰۶ −۰٫۰۱ تا ۰٫۰۷+۰٫۰۵ −۰٫۰۳ | ?                                 | جسم یخی با قطر تقریبی ۰.۵ کیلومتر | ۸٫۷±۰٫۴                   | ۱۴٫۲±۰٫۲              |

## حلقه داخلی (2013C1R یا Oiapoque)
عمق معادل (پارامتری مرتبط با مقدار کل مواد موجود در حلقه بر اساس هندسه دید) C1R در طول مشاهدات ۲۱ درصد تغییر کرده است. عدم تقارن‌های مشابه در طول مشاهدات اختفا از حلقه‌های باریک اورانوس مشاهده شده است و ممکن است به دلیل نوسانات تشدیدی باشد که مسئول تعدیل عرض و عمق نوری حلقه‌ها هستند. چگالی سطح C1R بین ۳۰ تا ۱۰۰ گرم بر سانتی‌متر مربع تخمین زده می‌شود.

## حلقه بیرونی (2013C2R یا Chuí)
C2R نصف عرض حلقه روشن‌تر است و درست در خارج از آن، در فاصله ۴۰۴.۸ کیلومتری (۲۵۱.۵ مایلی) قرار دارد. با عمق نوری حدود ۰.۰۶، به‌طور قابل توجهی پراکنده‌تر از حلقه همراه خود است. در مجموع، تقریباً یک دوازدهم جرم C1R را دارد.

## خاستگاه
هنوز مشخص نیست حلقه‌های چاریکلو از کجا آمده‌اند، اما احتمالاً هر دو حلقه، بقایای یک قرص از خرده‌سنگ‌ها و غبار هستند. این قرص می‌توانسته در اثر برخورد یک جرم آسمانی به چاریکلو، برخورد بین یک یا چند قمر چاریکلو (که شاید قبلاً وجود داشته‌اند)، یا متلاشی شدن یک قمر قدیمی در اثر گرانش چاریکلو به وجود آمده باشد. همچنین ممکن است این دیسک از موادی تشکیل شده باشد که در اثر فعالیت‌های دنباله‌دار مانند یا چرخش سریع چاریکلو، از سطح آن جدا شده‌اند.
اگر حلقه‌ها در اثر برخورد یک جرم به چاریکلو ایجاد شده باشند، این برخورد باید با سرعت کمی رخ داده باشد تا ذرات حلقه به بیرون از محدوده گرانشی چاریکلو پرتاب نشوند. سرعت برخورد در منظومه خورشیدی بیرونی معمولاً حدود ۱ کیلومتر بر ثانیه است (در مقایسه با سرعت فرار در سطح چاریکلو که حدود ۰٫۱ کیلومتر بر ثانیه است)، و قبل از اینکه کمربند کویپر به هم بریزد، این سرعت حتی کمتر هم بود. این موضوع این احتمال را تقویت می‌کند که حلقه‌ها در کمربند کویپر و قبل از اینکه چاریکلو کمتر از ۱۰ میلیون سال پیش به مدار فعلی خود منتقل شود، تشکیل شده باشند. سرعت برخورد در کمربند سیارکی بسیار بیشتر است (حدود ۵ کیلومتر بر ثانیه)، و به همین دلیل است که اجرام کوچک در کمربند سیارکی حلقه ندارند.
برخورد بین ذرات حلقه باعث می‌شود که حلقه پهن‌تر شود، و نیروی پسار پوینتینگ-رابرتسون باعث می‌شود ذرات حلقه در عرض چند میلیون سال به سمت چاریکلو سقوط کنند؛ بنابراین برای اینکه حلقه‌ها باقی بمانند، یا باید یک منبع فعال برای تولید ذرات جدید وجود داشته باشد یا قمرهای کوچک (به اندازه کیلومتر) در اطراف چاریکلو باشند که با گرانش خود ذرات را در جای خود نگه دارند. تشخیص چنین قمرهایی از زمین بسیار دشوار است، زیرا فاصله آن‌ها از چاریکلو بسیار کم است.

## شبیه‌سازی‌ها
چاریکلو به عنوان کوچک‌ترین جرم آسمانی شناخته‌شده با سامانهٔ حلقه‌ای خود، اولین موردی است که با حل عددی مسئله n جسم به‌طور کامل شبیه‌سازی شده است. فرضیات انجام شده شامل این بود که سیاره‌نما و ذرات حلقه کروی هستند و همه ذرات دارای شعاع بین ۲٫۵ تا ۱۰ متر هستند. بسته به پارامترها، شبیه‌سازی‌ها شامل ۲۱ میلیون تا ۳۴۵ میلیون ذره می‌شد که از طریق گرانش و برخورد با یکدیگر تعامل داشتند. هدف این شبیه‌سازی‌ها ارزیابی این بود که حلقه‌ها در چه شرایطی پایدار می‌مانند؛ یعنی در چند جسم بزرگتر جمع نمی‌شوند.
اولین نتیجه‌گیری از شبیه‌سازی‌ها این است که چگالی چاریکلو باید بیشتر از ماده حلقه باشد تا بتواند آنها را در مدار نگه دارد. دوم اینکه، برای همه شعاع‌های ذرات حلقه و تراکم‌های فضایی حلقه آزمایش‌شده، حلقه‌ها در مقیاس‌های زمانی نسبتاً کوتاه خوشه‌بندی شدند. نویسندگان سه توضیح اصلی را پیشنهاد می‌کنند:
- ذرات حلقه بسیار کوچکتر از آن چیزی هستند که در شبیه‌سازی‌ها فرض شده است (در حد ۱ سانتی‌متر).
- حلقه‌ها بسیار جوان هستند (زیر ۱۰۰ سال).
- یک جسم نسبتاً پرجرم و هنوز کشف نشده در سیستم وجود دارد که به عنوان یک قمر چوپان عمل می‌کند.

آن‌ها همچنین خاطرنشان کردند که اثرات برخی از فرضیات، برای مثال عدم وجود کامل خروج از مرکز حلقه‌ها، ارزیابی نشده است.